# گمینا ستژژویتسه
گمینا ستژژویتسه (به لهستانی:  Gmina Strzyżewice) یک گمینا در لهستان است که در شهرستان لوبلین واقع شده‌است. گمینا ستژژویتسه ۱۰۸٫۸۴ کیلومتر مربع مساحت و ۷٬۹۳۶ نفر جمعیت دارد.